# Héctor Zamora

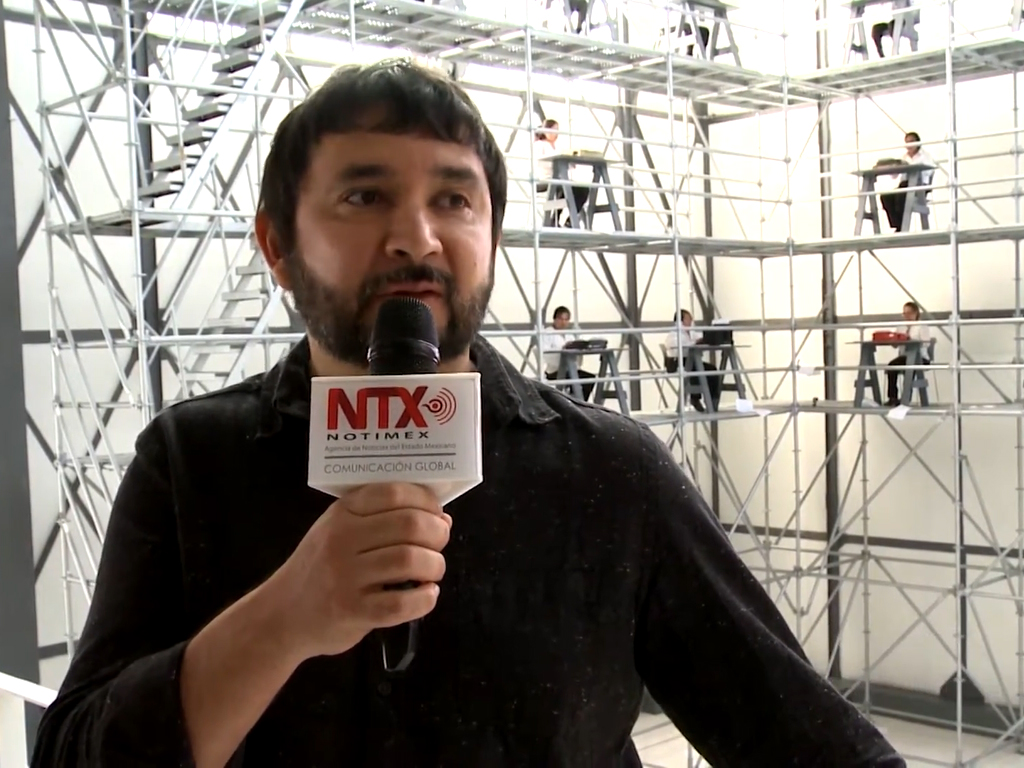
Héctor Zamora en 2017.

Héctor Zamora (Ciudad de México, 1974) es un artista contemporáneo mexicano, vivió de 2007 a 2016 en São Paulo, Brasil, de 2016 a 2020  en Lisboa,  Portugal, actualmente vive y trabaja en Ciudad de México, México. Destaca por su trabajo en intervenciones en espacios públicos y en obras urbanas de gran formato con crítica social, como el Paracaidista, Av. Revolución 1608 bis (2004), una intervención arquitectónica en el Museo Carrillo Gil de la Ciudad de México en donde el propio artista vivió algunos meses.

## Exhibiciones

### Individuales
- 2016 - Ordre et Progrès, Palais de Tokyo – SAM Art projects, Paris, Francia.Paracaidista Av. Revolución 1608Bis, Carrillo Gil Museum, Mexico City 2004

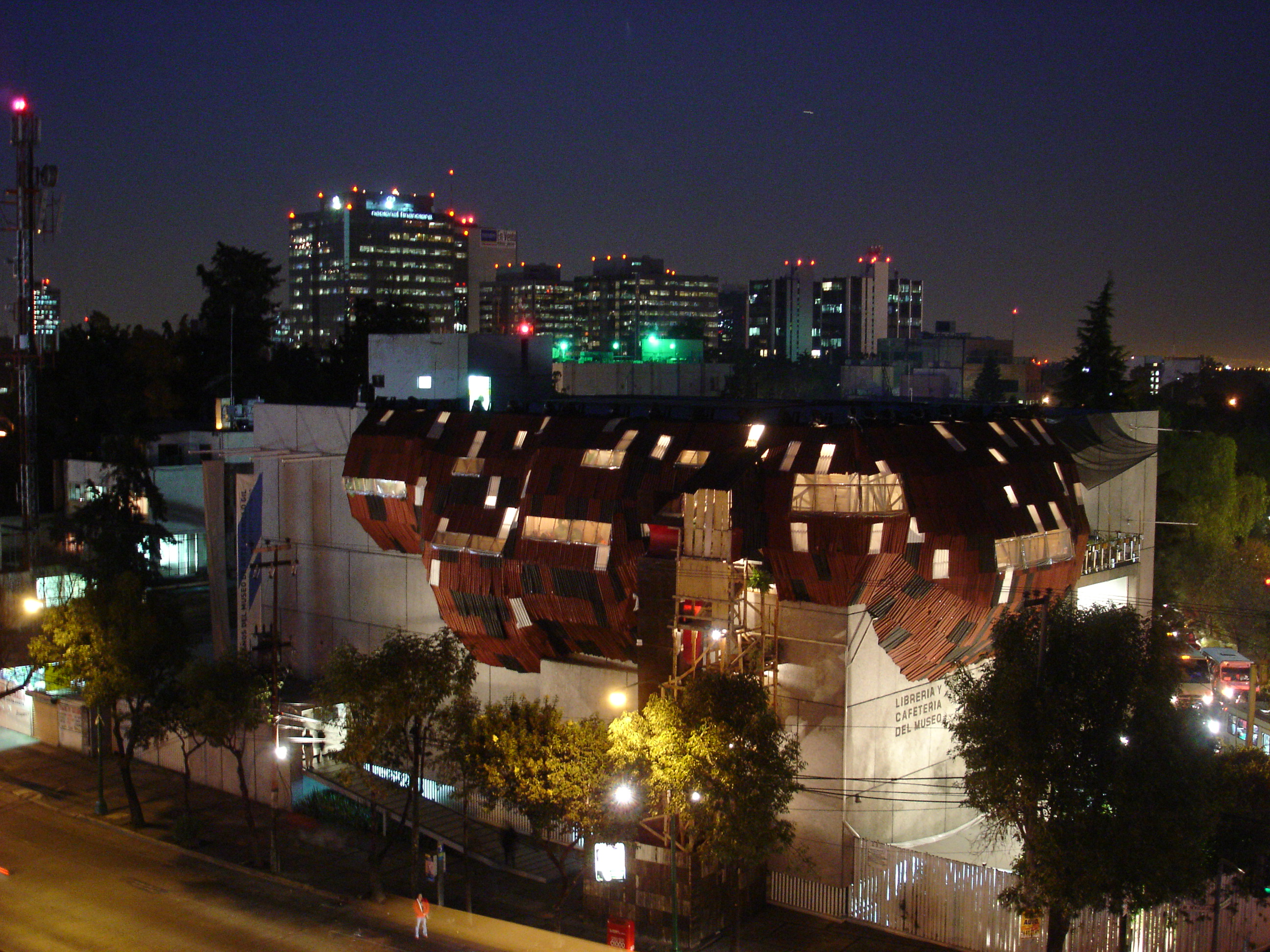
Paracaidista Av. Revolución 1608Bis, Carrillo Gil Museum, Mexico City 2004

- 2015 - La Réalité et autres tromperies, FRAC des Pays de la Loire, Nantes, Francia.

- 2014 
  - Proyecto Janela#2, Espacio Aurora, Sao Paulo, Brasil.
  - Héctor Zamora (videos documentales), Kunststation Delden/ Het-Loket, Delden, Holanda.

- 2013 
  - Protogeometrías, Ensayo sobre lo Anexacto, Galería Labor, Ciudad de México, México.
  - Paradigma Panglossiano, Redcat, Los Ángeles, CA, Estados Unidos.
  - Potencialidades, Galería Melanie Rio, Nantes, Francia.

- 2012
  - Muegano, Por encargo de SCAPE Public Art, Christchurch, Nueva Zelanda.
  - Architecture + Art, SMoCA, Scottsdale, Arizona, Estados Unidos.
  - Inconstancia Material, Galería Luciana Brito, Sao Paulo, Brasil.

- 2011 
  - Zeppelin Schärme, Zeppelin Museum, Friedrichshafen, Alemania.
  - White Noise, Bethells beach – Shed 6 – Elam project-space B431, Auckland Festival, Auckland, Nueva Zealand.
  - Offered paradises, Museo Experimental El Eco, Ciudad de México, México.

- 2010 - Errante, Proyecto Margem, río Tamanduateí, Itaú Cultural, Sao Paulo, Brasil.

- 2008 - De Belg wordt geboren met een baksteen inde maag, FLACC, Genk, Bélgica.

- 2007 - Specular Reflections, Cerca Series, MCASD, San Diego, CA, Estados Unidos.

- 2006 - Divisiones, Hotel Condesa DF, Ciudad de México, México.

- 2005 
  - Líneas de suspensión, ensayo sobre geometría funicular, Galería Enrique Guerrero, Ciudad de México, México.
Unidad habitacional, La Casa Encendida, Madrid, España.

- 2004 - Paracaidista, Av. Revolución 1608 bis, Museo Carrillo Gil, Ciudad de México, México.

- 2003 - PNEU, Galería Garash, Ciudad de México, México.

- 2000 - α=360º r/R, Arte in Situ “La Torre de los Vientos”, Ciudad de México, México.

Colectivas:
- 2016

Global Visions: Arte e imagen en movimiento en la escena internacional, Maczul Museum, Maracaibo, Venezuela

Masterworks from the Hirshhorn collection, Hirshhorn Museum and Sculpture Garden, Washington D. C., USA.

Brasil Beleza?!, Beelden aan Zee, Museum of Modern Sculpture, The Hague, Nederland

Work=Being in the World, Borusan Sanat, Istanbul, Turkey

Notícias de um novo MUBE: arquitetura e paisagem urbana, MUBE, São Paulo, Brazil

Residência Moderna, Luciana Brito gallery, São Paulo, Brazil
- 2015

Between Dissent and Discipline: Art and Public Space, Inter Arts center, Malmö, Sweden 

CRU, CCBB – Brasilia, Brasil

Entre la Idea y la Experiencia, 12.ª  Bienal de La Habana, Cuba.

Reverta, OCA – Parque de Ibirapuera, São Paulo, Brasil
- 2014

13, Centro de Arte Contemporáneo la Conservera, Ceutí, España.

Feito por Brasileiros, Ciudad Matarazzo, Sao Paulo, Brasil.

Alimentário, Museo de Arte Moderna de Río de Janeiro, Brasil.

PER/FORM, CA2M Centro de Arte Dos de Mayo, Madrid, España.

Re-outilne, Beit HaGefen, Centro de Cultura Judío-árabe, Haifa, Israel.

We have never participated / 8ª Bienal de Escultura de Shenzhen, China.

Buildering: Misbehaving the City, Lois & Richard Rosenthal Center for Contemporary, Cincinnati, OH, Estados Unidos.
- 2013

Cidade Modos de Fazer Modos de Usar, 10.ª Bienal Internacional de Arquitectura de Sao Paulo, Brasil.

Participatory City: 100 Urban Trends from the BMW Guggenheim Lab, Solomon R. Guggenheim Museum, New York, Estados   Unidos.

Mom, Am I Barbarian?, 13.ª Bienal de Estambul, Turquía.

Blind Field, Krannert Art Museum, University of Illinois, Champaign, IL, Estados Unidos.
- 2013-2012

BMW Guggenheim Lab Mumbai. Guggenheim Foundation. Mumbai, India.
- 2012

Gilvan Samico, Paulo Monteiro, Hector Zamora e Eduardo Verderame. Centro Universitário Maria Antonia. Sao Paulo, Brasil. 

En Suspensión, Espai d’Art Contemporari de Castello, Castello, España.

Centro Abierto, Museo MALI, Lima, Perú.

Resisting the Present, Musée d'Art Moderne de la Ville de Paris/ARC, Francia.

About Change, The World Bank Group, Washington D. C., Estados Unidos.
- 2011 Performance & Arquitectura, Tabacalera, Madrid, España.

32o Parorama da Arte Brasileira, Museo de Arte Moderno, Sao Paulo, Brasil.

Resisting the Present, Museo Amparo, Puebla, México.

A Terrible Beauty is Born, 11.ª Bienal de Lyon, Francia.

Ustedes Nosotros, Centro Cultural de España, Managua, Nicaragua.

Disponible, School of the Museum of Fine Arts, Boston, Estados Unidos.

FGAP@Venice, Official Collateral Event, 54.ª Bienal de Venecia, Italia.

Wasser,Schiene, Straße, Luft, Museo Zeppelin, Friedrichshafen, Alemania.

Ustedes Nosotros, Centro Cultural de España en Guatemala, Guatemala.

Suspended Sculptures, EX3 Contemporary Art Centre, Florencia, Italia.
- 2010

The diversity of all and everything possible, 12.ª Bienal International de Cairo, Egipto.

Disponible, Walter and McBean Galleries, Instituto de Arte de San Francisco, San Francisco, CA, Estados Unidos.

Future Generation Art Prize, Centro de Arte Pinchuk, Kiev, Ucrania.

Touched, Bienal de Liverpool, Liverpool, UK.

A Contemplação do Mundo, Exhibición Paralela, Sao Paulo, Brasil.

Art and Cities, Aichi Triennial, Nagoya, Japón.

Constante, La Nueva Babilônia, Museo de Arte de Zapopan, Jalisco, México.

Mientras sea posible, Casa de America, Madrid, España.
- 2009

Lugares Comunes, Bogotá, Colombia.

Making Worlds, 53.ª International Bienal de Arte de Venecia, Venecia, Italia.	
- 2008

II Trienal Poli/Gráfica de San Juan: América Latina y el Caribe, Puerto Rico.

Quase Líquido, Itaú Cultural, Sao Paulo, Brasil.		
- 2007

Viva México,  Galería Nacional de Arte Zacheta, Varsovia, Polonia.

Positions in Context, CIFO, exhibición del programa de becas 2007, Miami, Estados Unidos.

Encuentro Internacional Medellín 2007 (MDE07); Medellín, Colombia.
- 2006

27ª Bienal de Sao Paulo; Sao Paulo, Brasil.

Busan Biennale 2006; Pusan, Corea del Sur.

Sueño de una noche de verano; Muros Museum, Cuernavaca, Morelos, México.

Novena Bienal de La Habana, Ciudad de La Habana, Cuba.

Frontera. Esbozo para la creación de una sociedad del futuro; parque nacional de la Sierra Lacandona, Guatemala.
- 2005

Dialogues, Centro Internacional Hindú, Nueva Delhi, India. 

Farsites / sitios distantes, Museo de Arte de San Diego, Insite05, San Diego CA, Estados Unidos.

Eco: arte contemporáneo mexicano, Museo Nacional Centro de Arte Reina Sofía, Madrid, España.
- 2003

Fission/fusion, Instituto Mexicano de Cultura, Washington D. C., Estados Unidos.
- 2002

Item, Centro Cultural España, Ciudad de México, México.